# Vincent Gragnic
Vincent Gragnic (Quimperlé, 23 juni 1983) is een Franse voetballer (middenvelder) die sinds 2011 voor de Franse tweedeklasser CS Sedan uitkomt. Eerder speelde hij onder meer voor FC Lorient, Olympique Marseille en Stade Reims.